# Блахта
Блахта (пол. Błachta, нім. Blachta) — село в Польщі, у гміні Лісево Хелмінського повіту Куявсько-Поморського воєводства.
Населення — 110 осіб (2011).
У 1975-1998 роках село належало до Торунського воєводства.

## Демографія
Демографічна структура станом на 31 березня 2011 року:
|          | Загалом | Допрацездатний вік | Працездатний вік | Постпрацездатний вік |
| -------- | ------- | ------------------ | ---------------- | -------------------- |
| Чоловіки | 61      | 13                 | 45               | 3                    |
| Жінки    | 49      | 10                 | 29               | 10                   |
| Разом    | 110     | 23                 | 74               | 13                   |